# Бадаев, Серикжан Агыбаевич
Серикжан Агыбаевич Бадаев — казахстанский математик, доктор физико-математических наук, профессор КБТУ. Число Эрдёша — 4.

## Биография
Окончил Новосибирский государственный университет (1971 г., механико-математический факультет) и высшее образование (1974 г.). В 1978 году защитил кандидатскую диссертацию:
- О верхних полурешетках вычислимых нумераций: диссертация... кандидат физико-математических наук: 01.01.06. — Новосибирск, 1977. — 111 с.

В 1996 году защитил докторскую диссертацию:
- Минимальная нумерация: диссертация... доктор физико-математических наук: 01.01.06. - Алматы, 1996. - 195 с.

С 1974 по 1991 год работал в КазГУ - ассистентом, преподавателем, доцентом кафедры прикладного анализа. В 1991-1998 годах старший научный сотрудник Института математики АН Казахстана. С 1998 по 2005 и с 2009 года заведующий кафедрой геометрии, алгебры и математической логики КазНУ. аль-Фараби (бывший Казахстанский государственный университет).

### Основные результаты
- Он нашел удобный критерий минимальности нумераций, разработал новые методы построения минимальных вычислимых нумераций, на основе которых предложил естественную классификацию минимальных вычислимых нумераций.
- С С. С. Гончаров построил бесконечное семейство рекурсивно перечислимых множеств, содержащих множество наименьшего включения, элементом которого является полурешетка Роджерса.
- Совместно с С. С. Гончаровым и А. Сорби изучал свойства пополнений арифметических нумераций и связь полных и универсальных нумераций семейств арифметических множеств.

### Основные публикации
- Badaev S. A., Goncharov S. S., Sorbi A. Completeness and universality of arithmetical numberings // Computability and Models. Dortrecht: Kluwer Acad. Publ. Group, 2002.
- Гончаров С. С., Бадаев С. А. Семейства с одноэлементной полурешеткой Роджерса // Алгебра и логика, 1998, 37(1), 36-62.
- Badaev S. A., Goncharov S. S. Theory of numberings: Open Problems // Contemp. Math., 2000, 257, 23-38.
- Бадаев С. А. Минимальные нумерации позитивно вычислимых семейств // Алгебра и логика, 1994, 33(3), 233—254.
- Badaev S. A. On minimal enumerations // Siberian Adv. Math., 1992, 2(1), 1-30.